# Ајновце
Ајновце (алб. Hajnoc) је насеље у општини Косовска Каменица на Косову и Метохији. Атар насеља се налази на територији катастарске општине Ајновце површине 1.373 ha. Први пут село се помиње почетком XIV века под нешто другачијим именом. У селу постоје остаци више сакралних објеката. У Доњим Ајновцима очуване су импозантне рушевине манастира под називом Тавница и цркве из XIV века, која је подигнута на темељима рановизантијске базилике. По облику основе и обради фасада, црква манастира Тавница подсећа на Грачаницу, па у науци постоји мишљење да је архитектура ајновачке цркве претходила Грачаници.
У цркви су очувани фрагменти живописа. У старом српском гробљу на месту Раван код Ајноваца постоје остаци друге цркве, зарасли у шипражје.

## Демографија
Насеље има етнички мешовито становништво. Број становника на пописима:
- попис становништва 1948. године: 691
- попис становништва 1953. године: 746
- попис становништва 1961. године: 762
- попис становништва 1971. године: 698
- попис становништва 1981. године: 713
- попис становништва 1991. године: 706

## Национални састав

### Попис2011.
| Попис 2011.‍ | Попис 2011.‍ | Попис 2011.‍ | Попис 2011.‍ | Попис 2011.‍ |
| ----------- | ----------- | ----------- | ----------- | ----------- |
|             |             |             |             |             |
| Срби        | Срби        |             | 354         | 76,96%      |
| Албанци     | Албанци     |             | 106         | 23,04%      |
| укупно: 460 |             |             |             |             |

### Попис1981.
| Попис 1981.‍ | Попис 1981.‍ | Попис 1981.‍ | Попис 1981.‍ | Попис 1981.‍ |
| ----------- | ----------- | ----------- | ----------- | ----------- |
|             |             |             |             |             |
| Срби        | Срби        |             | 561         | 78,68%      |
| Албанци     | Албанци     |             | 151         | 21,17%      |
| Словенци    | Словенци    |             | 1           | 0,14%       |
| укупно: 713 |             |             |             |             |

### Попис1971.
| Попис 1971.‍ | Попис 1971.‍ | Попис 1971.‍ | Попис 1971.‍ | Попис 1971.‍ |
| ----------- | ----------- | ----------- | ----------- | ----------- |
|             |             |             |             |             |
| Срби        | Срби        |             | 524         | 75,07%      |
| Албанци     | Албанци     |             | 172         | 24,64%      |
| остали      | остали      |             | 2           | 0,28%       |
| укупно: 698 |             |             |             |             |

### Попис1961.
| Попис 1961.‍ | Попис 1961.‍ | Попис 1961.‍ | Попис 1961.‍ | Попис 1961.‍ |
| ----------- | ----------- | ----------- | ----------- | ----------- |
|             |             |             |             |             |
| Срби        | Срби        |             | 601         | 78,87%      |
| Албанци     | Албанци     |             | 158         | 20,73%      |
| Црногорци   | Црногорци   |             | 2           | 0,26%       |
| остали      | остали      |             | 1           | 0,13%       |
| укупно: 762 |             |             |             |             |